# Lauren Gray
Lauren Gray (n. 3 noiembrie 1991, Glasgow, Scoția, Regatul Unit) este o jucătoare de curl ce a reprezentat Scoția, medaliată olimpică. A participat la 2 ediții ale Jocurilor Olimpice (2014, 2018) în care a câștigat o medalie de bronz.